# Какадурский перевал
Какаду́рский или Ханико́м-Какаду́рский перевал — автомобильный перевал в Северной Осетии, связывающий сёла Даргавсской котловины с Куртатинским ущельем. После схода ледника Колка дорога через Какадурский перевал была единственной дорогой, связывающей Даргавс с равниной.
Назван по селению Какадур, в котором начинается дорога на стороне Даргавсской котловины.